# さやま交通
さやま交通（さやまこうつう）は、大阪府大阪狭山市に本社を置く貸切バス専業のバス事業者である。
本項では、WILLERとの合弁会社でWILLER EXPRESSの高速バスを運行する乗合バス事業者の大阪さやま交通についても記述する。

## 概要
貸切バス事業参入は1998年と比較的歴史の浅い事業者である。WILLER GROUPとは旧西日本ツアーズ時代から同社主催の高速ツアーバスを受託運行するなど関わりが深く、専用車両を多数保有していた。「新高速乗合バス制度」施行時には合弁会社「WILLER EXPRESS関西」を設立し、以後も主要運行会社の一翼を担っている。

## 沿革
- 1989年6月 - 株式会社さやま交通設立。
- 1998年 - 貸切バス事業に参入。
- 2013年7月 - 新高速乗合バス制度の施行を控え、WILLER GROUPとの共同出資によりWILLER EXPRESS関西を設立。
- 2015年12月 - WILLER EXPRESS関西が大阪さやま交通に社名変更。

## 事業所
- 本社営業所・大阪さやま交通本社
  - 大阪府大阪狭山市茱萸木（くみのき）3丁目1381
- 大阪さやま交通本社営業所
  - 大阪府大阪狭山市茱萸木1-256-1
- 和歌山営業所
  - 和歌山県岩出市中黒433-1
- 名古屋営業所
  - 愛知県名古屋市中川区宗円町1丁目14

## 車両
保有車両はWILLER EXPRESS専用車と一部車両を除き、白一色に社名ロゴ入りのシンプルなデザインを採用している。
かつてはネオプラン車を多数導入しSTAR EXPRESS→WILLER EXPRESS運行に供していたが、順次国産車に代替された。また、WILLER EXPRESS専用車として大宇自動車製車両を保有していた時期もある。